# Tomislav Kiš
Tomislav Kiš (Zagreb, 4. travnja 1994.) je hrvatski nogometaš. Trenutačno igra za Zrinjski Mostar.

## Karijera
2018. u prosincu je potpisao ugovor s Vilnius Žalgiris.
Ukupno za 2019. godinu A lyga je odigrao 31 utakmicu u sezoni. Zabio je 27 golova i postao najbolji strijelac lige u 2019. godini.
2020. Siječnja. navodno je igrač godinu dana posudio Južnokorejskom klubu Seongnam FC, s mogućnošću kasnije kupnje nogometaša.

## Statistika
Statistika u Hajduku
| Natjecanje        | Nastupi | Zgoditci |
| ----------------- | ------- | -------- |
| Prvenstvo         | 31      | 5        |
| Kup               | 7       | 4        |
| Superkup          | 1       | 0        |
| Međunarodne       | 7       | 2        |
| Splitski podsavez | 0       | 0        |
| Ukupno            | 46      | 11       |
| Prijateljske      | 32      | 18       |
| Sveukupno         | 78      | 29       |

## Vanjske poveznice
- Profil na transfermarkt.de
- Profil na soccerway.com